# Test Kleihauera-Betkego
Test Kleihauera-Betkego – test diagnostyczny wykorzystywany w położnictwie do oceny pourazowego przecieku matczyno-płodowego na podstawie obecności krwinek czerwonych płodu we krwi matki.